# Jorge García Tuñón
Jorge García Tuñón fue un militar cubano nacido en Francia. Cuando Fulgencio Batista dio el Golpe de Estado en Cuba de 1952 con el objetivo de recuperar el poder, lo ascendió de capitán a general de brigada.

## Golpe de Estado de 1952
García Tuñón estudió en la Academia Militar en La Habana, y era capitán en activo en el Campamento Militar de Columbia en La Habana (sede de la jefatura de las fuerzas armadas) antes del golpe de Estado del 10 de marzo de 1952 que derrocó el gobierno de Carlos Prío Socarrás. Él, otros militares en activo y en retiro, algunos civiles, y el senador en ese momento y expresidente Fulgencio Batista conspiraron y dieron un golpe de Estado exitoso ese día. García Tuñón y otros militares en activo en el campamento apoyaron esa acción. Él estaba en Columbia en la madrugada del 10 de marzo de 1952 cuando se produjo el golpe de Estado, y junto con el capitán Dámaso Sogo (Oficial de Día en el campamento) aseguró la entrada de la caravana de 6 autos por la posta 4 del campamento. Batista era el líder del movimiento y ocupó la presidencia de facto ese día, y lo ascendió a general de brigada y jefe de la División de Infantería en Columbia, por sus méritos en la conspiración.
Ese mismo año fue enviado como jefe militar del regimiento de La Cabaña, y luego fue designado agregado militar en la embajada cubana en Chile. Hubo rumores de una conspiración contra el gobierno en la que estaba involucrado García Tuñón, y en noviembre de 1952 fue retirado del ejército por Batista. Después fue diplomático en Perú y Suiza. Fundó la Academia Militar del Caribe en Cuba junto con sus hermanos: coronel Pedro (participó en el golpe de Estado de 1952), Dr. Pablo, y el abogado Fernando. Luego del asalto al Cuartel Moncada el 26 de julio de 1953 estuvo unos días preso, junto con su hermano Pedro, por ser un sospechoso, pero fue liberado por no estar implicado en ese hecho.

## Exilio
En 1956 salió del país con su familia, y fue a Miami, Estados Unidos. En 1957 el gobierno de Batista suspendió su pensión de retiro. En 1959 regresó a Cuba, pero ese año se asiló en la embajada de Ecuador en La Habana y viajó a Atlanta, Estados Unidos. Residió en Miami hasta su muerte. Allí fue jefe militar de la organización Unión Cubana de Liberación (UCL), integrada por exiliados cubanos que conspiraban para derrocar el gobierno de Fidel Castro en Cuba. En 1961 dio testimonio ante un Comité del Senado de Estados Unidos que investigaba la amenaza comunista desde el Caribe para ese país.